# Les Sims 4 : Écologie
Les Sims 4 : Écologie (The Sims 4: Eco Lifestyle en anglais) est le neuvième pack d'extension du jeu vidéo de simulation de vie Les Sims 4. Sorti le 5 juin 2020 et annoncé le 6 mai 2020, ce pack d'extension ajoute au jeu toutes sortes de nouveautés et donne la possibilité aux joueurs et joueuses de réduire leur empreinte écologique et œuvrer pour la protection civile des droits humains.

## Description
Dans l'extension Les Sims 4 : Écologie, les joueurs et joueuses ont la possibilité d'habiter dans une nouvelle ville, Evergreen Harbor, de changer les choses et de militer grâce à la nouvelle carrière de concepteur civil, de découvrir de nouvelles compétences comme la création de bougies et réduire l'empreinte environnementale de leur quartier grâce à un plan d'action de la communauté.

## Nouveautés
- Nouveau monde : Evergreen Harbor
- Nouvelle carrière : Concepteur ou conceptrice civil-e
- Nouvelles compétences : Fabrication d'objets et Pétillerie[5]
- Nouvelles aspirations : Éco-innovateur et Créateur magistral
- Nouvelles tenues
- Nouvelles coiffures, accessoires et bijoux
- Nouvelle façon pour un Sims de mourir[6]
- Nouveaux objets comme les éoliennes ou les panneaux solaires
- Possibilité de voter à un plan d'action écologique (P.A.) dans son quartier
- Les quartiers et terrains ont désormais chacun une empreinte écologique, soit positive, soit neutre, soit industrielle

## Réception
Le jeu vidéo a obtenu une note de 82 sur 100 sur Metacritic, basé sur 19 avis.